# Моллер, Михаил Николаевич
Михаи́л Никола́евич Моллер (1890—1964) — полковник лейб-гвардии Преображенского полка, герой Первой мировой войны, участник Белого движения.

## Биография
Окончил 1-й кадетский корпус (1907) и Павловское военное училище (1909), откуда выпущен был подпоручиком в лейб-гвардии Преображенский полк, с которым и вступил в Первую мировую войну. Высочайшим приказом от 18 июля 1916 года штабс-капитан Моллер был удостоен ордена Святого Георгия 4-й степени
За то, что в бою 27-го июля 1915 года у д. Петрилов, будучи выдвинут из резерва на помощь угрожаемому участку позиции, штыковым ударом выбил противника и, несмотря на повторные атаки его, удержал за собою важный участок позиции, потеря которого вызвала бы необходимость отхода всего полка.
К 1917 году — полковник Преображенского полка, летом того же года был награждён Георгиевским крестом с лавровой ветвью.
В конце 1917 года вступил в Добровольческую армию. В декабре 1917 — в 3-й Офицерской роте, в январе 1918 — командир гвардейской роты в офицерском батальоне. Участвовал в 1-м Кубанском походе в должности командира отделения гвардейского взвода. Награжден знаком отличия Первого Кубанского (Ледяного) похода № 2463. 17 марта 1918 года назначен командиром гвардейского взвода 3-й роты Офицерского полка. В июне 1918 — в 4-м батальоне 1-го Офицерского (Марковского) полка. 29 сентября 1918 года назначен начальником хозяйственной части Сводно-гвардейского полка, а в октябре того же года — командиром полка. Затем — в составе Вооруженных сил Юга России. В начале 1920 года эвакуировался из Новороссийска в Константинополь. В 1920 году — в Югославии.

В эмиграции во Франции, к 1931 году — в Версале. Скончался в 1964 году. Похоронен на кладбище Сент-Женевьев-де-Буа.